# Агэрэ-Хыйуот
Агэрэ-Хыйуот (Амбо) (амх. አምቦ, оромо Ambo) — курортный город и ворэда в центральной части Эфиопии, в регионе Оромия. Расположен к западу от Аддис-Абебы, на высоте 2125 м над уровнем моря. В окрестностях города находится вулкан Венчи, в кратере которого расположено озеро.
По данным переписи 2007 года население города составляет 48 171 человек, из них 24 634 мужчины и 23 537 женщин. 65,18 % населения являются приверженцами эфиопской православной церкви; 27,45 % населения — протестанты. По данным прошлой переписи 1994 года население Агэрэ-Хыйуот насчитывало 27 636 человек.
Агэрэ-Хыйуот (Амбо) известен своей минеральной водой, которая здесь разливается в бутылки и является наиболее популярной маркой минеральной воды в Эфиопии. В городе располагается исследовательская станция Эфиопского сельскохозяйственного института, основанная в 1977 году.